# Воррен Потент
Воррен Потент  (англ. Warren Potent, 7 квітня 1962) — австралійський стрілець, олімпійський медаліст.

## Виступи на Олімпіадах
| Олімпіада   | Дисципліна                              | Місце |
| ----------- | --------------------------------------- | ----- |
| Сідней 2000 | дрібнокаліберна гвинтівка, 50 м, лежачи | 19T   |
| Афіни 2004  | дрібнокаліберна гвинтівка, 50 м, лежачи | 42T   |
| Пекін 2008  | дрібнокаліберна гвинтівка, 50 м, лежачи | 3     |
| Лондон 2012 | гвинтівка лежачи, 50 м                  | 32    |
| Ріо 2016    | гвинтівка лежачи, 50 м                  | 36    |